# تونی ۹۲۴
سیارک ۹۲۴ (به انگلیسی: 924 Toni، نامگذاری:1919GC) نهصد و بیست و چهارمین سیارک کشف شده‌است که در ۲۰ اکتبر ۱۹۱۹ و در هایدلبرگ کشف شد.
قدر مطلق سیارک برابر ۹٫۳۷ است.